# پاتریک لینهارد
پاتریک لینهارد (انگلیسی: Patrick Lienhard؛ زادهٔ ۳۰ مهٔ ۱۹۹۲) بازیکن فوتبال اهل آلمان است.
از باشگاه‌هایی که در آن بازی کرده‌است می‌توان به باشگاه فوتبال یان رگنسبورگ اشاره کرد.